# Théâtre antique de Mayence
Le théâtre romain antique de Mayence (latin : theatrum Mogontiacum) est un des plus grands du monde romain au nord des Alpes.
Il se trouve à proximité directe de la gare du sud de Mayence, sous la citadelle de Mayence, près de l'ancien Castellum Mogontiacum.
Avec un diamètre de 116 m et une largeur de scène de 42 m, sa capacité est estimée entre 9 000 et 10 000 places.

## Mentions historiques
Gozechin de Mayence, dans sa Passio sancti Albani Martyris Moguntini ("Vie de Saint Alban de Mayence") composée de 1060 à 1062, mentionnait les ruines d'un théâtre romain : « Hoc etiam astruunt adhuc superstites theatri ruinae, quod Romano more ad ludos circenses et theatrica spectacula constructum est (En ce lieu s'élèvent encore les ruines d'un théâtre, qui avait été construit selon les mœurs romaines pour les jeux du cirque et les spectacles du théâtre). »

## Fouilles
Lors de l’extension de la ville au début du XXe siècle, Ernst Neeb a reconnu en 1914 un mur comme vestige d'une scène de théâtre romain. Une fouille en 1916 a confirmé sa thèse, mais en raison de la Première Guerre mondiale, aucune fouille de grande ampleur n’a été menée.